# 郑可扬
丹斯里拿督郑可扬（英語：Chang Ko Youn，1957年8月31日—），马来西亚政治人物，曾于1995年至2008年担任霹雳州行政议员，长达13年。郑可扬也是民政党前代主席。